# Alice Whitty
Alice Whitty (Alice Ann Doreen Whitty; * 24. März 1934 in Vancouver; † 7. Januar 2017 in Richmond (British Columbia)) war eine kanadische Hochspringerin.
1952 wurde sie Zehnte bei den Olympischen Spielen in Helsinki, 1954 gewann sie Bronze bei den British Empire and Commonwealth Games in Vancouver, und 1955 wurde sie Fünfte bei den Panamerikanischen Spielen in Mexiko-Stadt.
Bei den Olympischen Spielen 1956 in Melbourne kam sie auf den 16. Platz, und bei den Panamerikanischen Spielen 1959 in Chicago holte sie Silber.
Sechsmal wurde sie Kanadische Meisterin (1951, 1952, 1956, 1958–1960). Ihre persönliche Bestleistung von 1,625 m stellte sie am 23. Juni 1956 in Victoria auf.